# Centro Especializado de Alto Rendimiento de Remo y Piragüismo de la Cartuja

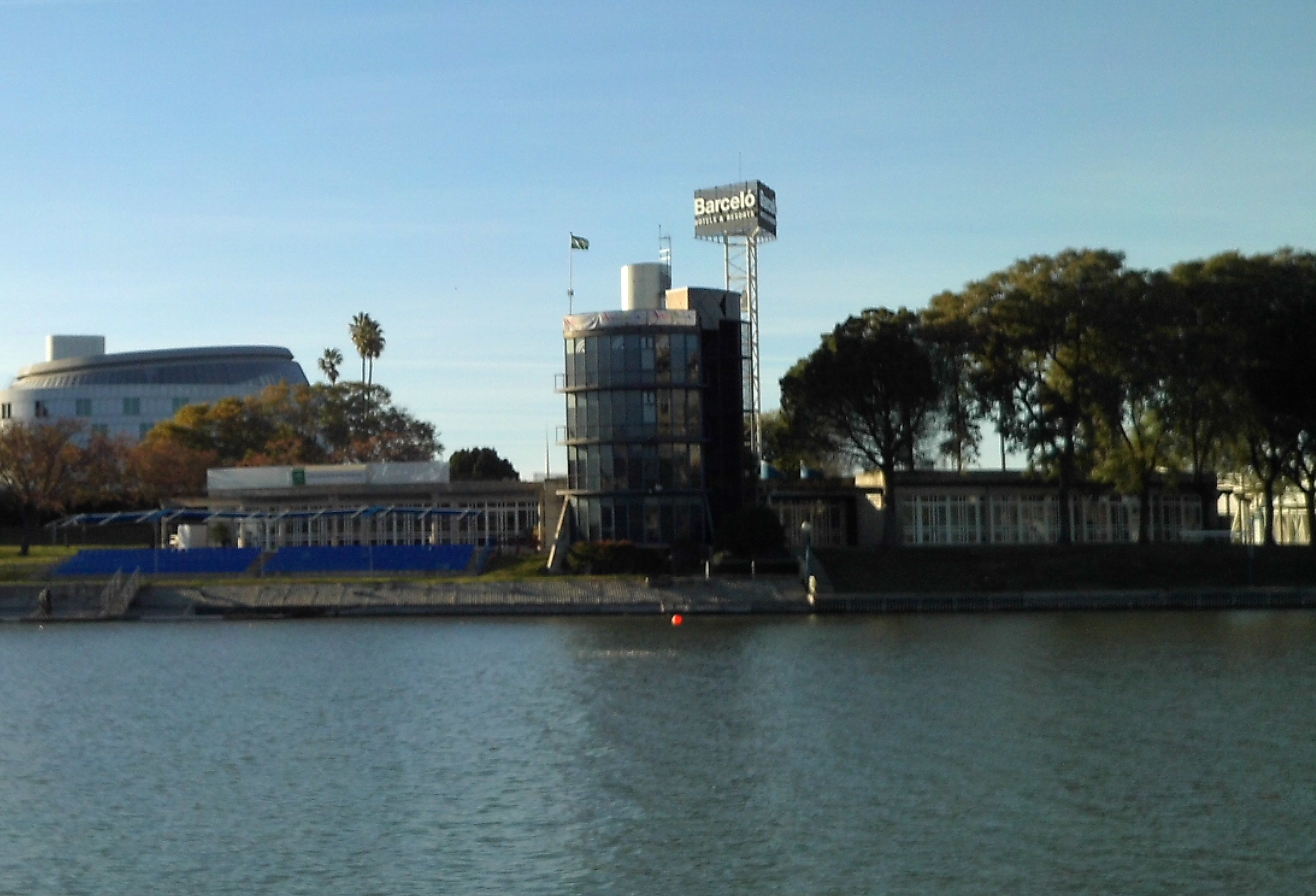
CEAR de Remo y Piragüismo.

El Centro Especializado de Alto Rendimiento de Remo y Piragüismo de la Cartuja es uno de los centros especializados de alto rendimiento del Consejo Superior de Deportes. Se ubica en Sevilla, a orillas de la dársena del río Guadalquivir. Está dedicado a la práctica de alto rendimiento de los deportes de remo y piragüismo. Fue creado en 1989 como parte de las mejoras acometidas en la zona de la isla de la Cartuja con motivo de la Exposición Universal de Sevilla (1992).

## Características
En ella se concentran habitualmente piragüistas y remeros de otras nacionalidades, y permanentemente es lugar de entrenamiento de los equipos españoles de ambos deportes. Igualmente se concentran deportistas de alto nivel y alto rendimiento de otras modalidades deportivas, como atletismo o baloncesto. También es el lugar de acogida de multitud de eventos y competiciones regionales, nacionales e internacionales de ambos deportes, cómo los campeonatos del mundo de Campeonato Mundial de Remo y Campeonato Mundial de Piragüismo de 2002 y el Campeonato Europeo de Remo de 2013, campeonatos nacionales de remo y piragüismo, la Regata Sevilla-Betis y muchas otras.
Entre sus instalaciones cuenta con 12 hangares para las embarcaciones de remo y piragüismo, dos gimnasios, pistas de fútbol y pádel, la residencia de deportistas de la Cartuja, una torre de llegadas y gradas para público. El campo de regatas junto al que está situado se encuentra en la dársena del Guadalquivir, por lo que no tiene ningún tipo de corriente. La pista es la habitual de distancia olímpica de remo de 2000m, pasando por debajo de la pasarela de la Cartuja y del puente de la Barqueta. En total, la dársena consta de 7 km accesibles a las embarcaciones deportivas.